# Álex Aguinaga
Álex Darío Aguinaga Garzón (ur. 9 lipca 1968 w Ibarrze) – ekwadorski piłkarz, a po zakończeniu kariery piłkarskiej trener. Posiada również obywatelstwo meksykańskie.
Jest symbolem ekwadorskiej piłki i meksykańskiego zespołu Club Necaxa. Występował także w Deportivo Quito, Cruz Azul i LDU Quito. Dla reprezentacji Ekwadoru rozegrał 109 meczów i strzelił 23 gole. Uczestnik ośmiu turniejów Copa América. Jako trener pracował w Barcelonie.